# Topola
Topola (serbiska: Топола) är en stad och kommun i landskapet Šumadija i centrala Serbien. Topola är grannkommun till Aranđelovac och är förutom sina vingårdar känt för den serbiska kungafamiljen Karađorđevićs begravningskyrka Oplenac.